# Orbita eliosincrona

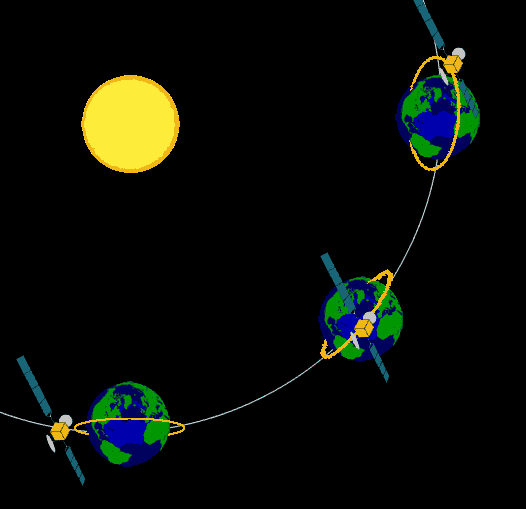
Il piano dell'orbita di un satellite eliosincrono mantiene sempre lo stesso angolo rispetto al sole.

Si dice eliosincrona (SSO, acronimo dell'inglese Sun-synchronous orbit)  un'orbita geocentrica che combina altezza e inclinazione in modo tale che un oggetto posto su quest'orbita, sorvoli ogni dato punto della superficie terrestre sempre alla stessa ora solare locale. In questo modo l'illuminazione solare sulla superficie terrestre risulta essere la stessa per ogni rivoluzione, cosa che aiuta l'osservazione essendo le condizioni di luce grosso modo invariate orbita dopo orbita.
Detto {\displaystyle {\vec {s}}}  il vettore orientato che congiunge la Terra e il Sole, e {\displaystyle {\vec {n}}} la normale al piano di giacenza dell'orbita, si può affermare che un'orbita eliosincrona sarà caratterizzata dal mantenere sempre costante l'angolo tra  {\displaystyle {\vec {s}}}  e  {\displaystyle {\vec {n}}}.
L'orbita eliosincrona ha inclinazioni di 95-100 gradi sul piano equatoriale, quota variante fra 600 e 800 km (essendo una particolare LEO) e periodo orbitale di 90-100 minuti.

## Dettagli tecnici
Per un'orbita eliosincrona la precessione è retrograda (ovvero nella direzione opposta di rotazione della Terra) in modo da rallentare il moto apparente del satellite intorno alla Terra per coincidere con la rotazione terrestre. Questo è dovuto proprio dal fatto che si ha un'inclinazione superiore ai 90 gradi. Una buona approssimazione della velocità di precessione è:
{\displaystyle \omega _{p}=-{\frac {3a^{2}}{2r^{2}}}J_{2}\omega \cos(i)}
dove
{\displaystyle \omega _{p}} è la velocità di precessione (rad/s)
{\displaystyle a} è il raggio equatoriale terrestre (6.378,137 km)
{\displaystyle r} è il raggio orbitale del satellite
{\displaystyle \omega } è la sua frequenza angolare ({\displaystyle 2\pi } radianti diviso per il periodo)
{\displaystyle i} è la sua inclinazione (notare che {\displaystyle i>90^{\circ }\Rightarrow \cos(i)<0} )
{\displaystyle J_{2}} è il secondo termine del potenziale gravitazionale terrestre (1,08×10-3).
Quest'ultima grandezza è relazionata con la forma oblata della Terra come descritto dalla:
{\displaystyle J_{2}={\frac {2\varepsilon _{E}}{3}}-{\frac {a^{3}\omega _{E}^{2}}{3GM_{E}}}}
dove
{\displaystyle \varepsilon _{E}} è l'appiattimento terrestre
{\displaystyle \omega _{E}} è la velocità di rotazione terrestre (1.9965×10-7 rad/s)
{\displaystyle GM_{E}} è il prodotto della costante gravitazionale per la massa terrestre (3,986004418×1014 m³/s²)